# Łajka jakucka
Łajka jakucka (ros. Якутская лайка, ang. Yakutian Laika) - jedna z ras psów, należąca do szpiców, zaliczana do grupy łajek. Wzorzec FCI nr 365. Podlega próbom pracy.

## Ogólna charakterystyka
Jest to pies w typie pierwotnym, pochodzący z Jakucji na terenie Rosji. Pies średniej wielkości, o mocnej budowie. Wykorzystywany przede wszystkim do zaprzęgów oraz jako pies myśliwski. Jest żywy i energiczny, o dużej pasji myśliwskiej i przyjaznym nastawieniu do ludzi. Wysoko ceniony przez myśliwych, jako pies wytrwały w polowaniu, obdarzony dobrym węchem, słuchem i wzrokiem. Odporny na surowe warunki klimatyczne.

## Opis budowy

### Wielkość
Wysokość psów w kłębie 55–56 cm (optymalna 55 cm), dla suk 52–55 cm (optymalna 54 cm). Proporcje budowy ciała 1,15–1,26 (długość tułowia / wysokość w kłębie).

### Głowa
Głowa w kształcie klina, o wielkości proporcjonalnej do ciała. Czoło zaokrąglone i dość wysokie. Wyraźnie zaznaczony stop. Nos duży i dobrze rozwinięty, czarny lub brązowy, u psów z białym umaszczeniem dopuszczalne obszary bez pigmentu. kufa dobrze wykształcona, pod linią oczu umiarkowanie szeroka, krótka (około połowy długości mózgoczaszki). Fafle zaokrąglone i suche, przylegające. Zęby duże i białe, zgryz nożycowy lub cęgowy. Oczy szeroko osadzone, w kształcie migdałów, nie wystające i niezbyt zagłębione. Kolor oczu niebieski lub ciemnobrązowy. Możliwe występowanie jednego oka w innym kolorze niż drugie. Oprawa oczu czarna lub brązowa, u psów o białym umaszczeniu dopuszczalne obszary pozbawione pigmentu. Uszy szerokie u podstawy, trójkątne, ruchliwe, stojące lub na wpół postawione. Pokryte gęstym podszerstkiem. Uszy mogą być lekko położone do tyłu.

### Tułów
Tułów z zaokrąglonym łukiem żebrowym, mocny i muskularny. Biodra wydatne, lekko nachylone w kierunku nasady ogona. Grzbiet prosty, szeroki i umięśniony, o długości dwukrotnie większej od uda. Krzyż mocny, muskularny i zaokrąglony. Klatka piersiowa szeroka, głęboka, o okrągłym przekroju. Ogon wysoko osadzony i zakręcony nad grzbietem.

### Kończyny
Kończyny przednie proste, równoległe, mocne i umięśnione. Łopatki ukośnie ustawione i muskularne, łokcie blisko tułowia, przedramię proste, śródstopie krótkie i mocne. Przednie łapy z ciemnymi poduszkami i pazurami, mocno owłosione pomiędzy palcami, zwarte. Kończyny tylne dobrze rozwinięte z mocnym kośćcem i muskulaturą. Oglądane od tyłu ustawione są równolegle. Uda mocne, szerokie, muskularne, podudzie umiarkowanie długie i umięśnione. Staw skokowy wydatny, stopa mocna i pochylona. Tylne łapy duże, zwarte, mocne, z wydatnymi poduszkami i owłosieniem pomiędzy palcami.

### Szata i umaszczenie
Włosy grube, proste, lśniące, z gęstym podszerstkiem. Obwite owłosienie na nogach, wokół szyi okazały kołnierz. Ogon bogato owłosiony długą sierścią. Umaszczenie różnorodne: białe z czarnym, lub szarym, z rudymi łatami lub biało-rude.

### Chody
Szybki sprężysty kłus przechodzący przy większej prędkości w galop.

## Historia rasy
Rasa ta opiera się na psach w typie pierwotnym, występujących w rejonie rzeki Kołyma w Jakucji, które były od wielu wieków wykorzystywane przez miejscową ludność do zaprzęgu i jako psy myśliwskie. Populacja tych psów stale się zmniejszała i ich przetrwanie zostało zagrożone. Rosyjscy kynolodzy podjęli starania objęcia ich ochroną i zorganizowania planowych hodowli, w celu zachowania cennego materiału genetycznego. Obecnie hodowla taka jest prowadzona w Jakucku, z zachowaniem użytkowego charakteru tych psów. W 2004 roku niemieccy hodowcy Erwin i Sabine van Wel sprowadzili łajki jakuckie do Europy. Udało im się rozmnożyć psy i obecnie prowadzą hodowlę łajek oraz samojedów, starając się również zachować obie rasy w typie pracującym, jako psy zaprzęgowe. Ich hodowla uczestniczy w naukowym programie zachowania tej rasy.
Rosyjscy kynolodzy rozpoznali łajkę jakucką jako odrębną rasę i przyjęli wstępny wzorzec. Wniosek o rejestrację rasy został zgłoszony również do FCI. Obecnie jest prowadzona procedura rejestracyjna, która trwa 10 lat i ma za zadanie między innymi uzyskanie kilku równoległych linii psów odpowiadających wzorcowi. W 2015 roku łajka jakucka ma zostać oficjalnie wpisana do V grupy FCI, do sekcji pierwszej ("północne psy zaprzęgowe"). Od kwietnia 2005 roku jest to rasa narodowa uznawana w Rosji, z prowadzoną księgą wstępną i możliwością wystawiania, bez prawa przyznawania CACIB.